# Renaud Verley
Renaud Verley (ur. 9 listopada 1945 w Lille) – francuski aktor. 

## Wybrana filmografia

### Filmy
- 1965: Walizka z milionami (Cent briques et des tuiles) jako Charles
- 1969: Droga do Katmandu (Les chemins de Katmandou) jako Olivier
- 1969: Zmierzch bogów  (La caduta degli dei) jako Günther Von Essenbeck
- 1969: Roku pańskiego (Nell’anno del Signore) jako Angelo Targhini
- 1970: Hamulec bezpieczeństwa (Cran d’arrêt) jako Davide Auseri
- 1971: Pokochać ponownie (Ai futatabi) jako Niko
- 1973: Śmiertelny grzech (No encontré rosas para mi madre) jako Jaci
- 1981: Czarna szata mordercy (Une robe noire pour un tueur) jako François Riesler
- 1984: Cudza krew (The Blood of Others, TV) jako doktor Duval

### Miniseriale
- 1968: Odyseja (Odissea) jako Telemaco
- 2003: Błękit oceanu (Le bleu de l’océan) jako Abel Delcourt